# Coelogyne punctulata
Coelogyne punctulata är en orkidéart som beskrevs av John Lindley.
Coelogyne punctulata ingår i släktet Coelogyne och familjen orkidéer. Inga underarter finns listade i Catalogue of Life.